# Mobilisporobacter
Mobilisporobacter es un género de bacterias grampositivas de la familia Lachnospiraceae. Actualmente (2024) sólo contiene una especie: Mobilisporobacter senegalensis. Fue descrita en el año 2016. Su etimología hace referencia a bacteria móvil formadora de esporas. El nombre de la especie hace referencia a Senegal. Es anaerobia estricta, formadora de esporas y móvil por flagelación perítrica. Catalasa y oxidasa negativas. Tiene un tamaño de 0,2-0,4 μm de ancho por 2-4 μm de largo, y crece individual o en pares. Temperatura de crecimiento entre 15-45 °C, óptima de 30 °C. Se ha aislado de un pastel de karité originario de Senegal. 